# 国家連合
国家連合（こっかれんごう、英: Confederation）は、それぞれに主権を維持した二つ以上の主権国家による連合である。それ自体が主権国家である連邦と異なり、国家連合そのものは、あくまでも複数の主権国家の連合体であり、単独の主権国家でない。ただし、曖昧な要件・定義である。連合体とも。

## 概説

### 人的同君連合
ヨーロッパでは、異なるルーツを持った国家が同じ人物を君主におく同君連合が数多く存在していた。この内、物的同君連合が単一国家であるのに対し、人的同君連合は国家連合の一形態である。

### 国家連合から連邦への移行（統合）
国家連合は、連邦へと移行する場合がある。例えばスイスやアメリカ合衆国も国家連合からスタートした。当初から連邦を結成する目的を掲げ、国家連合を組織する場合もある。例えば欧州連合など。

### 主権国家から国家連合への移行（分裂）
逆に、主権国家が分裂した後、緩やかな関係を維持するために組織された国家連合もある。イギリス帝国から移行したイギリス連邦、ソビエト連邦が崩壊した後に結成された独立国家共同体やベラルーシ・ロシア連合国家、ユーゴスラビア分裂の過程における2003年から2006年の間のセルビア・モンテネグロなどの例がある。

## 例

### 現存する国家連合
- 上海協力機構 - 新興国や途上国による国家連合。
- 英連邦 - 旧大英帝国の植民地からなる国家連合。
- イギリス - イングランド、スコットランド、ウェールズ、北アイルランドの連合。

欧州連合・独立国家共同体・ベラルーシ・ロシア連合国家など。

### かつて存在した国家連合
国家だけでなくそれに準じた状態の勢力も含む
- アラブ国家連合（1958年 - 1961年） - 現在のエジプト、シリア、イエメン。
- アラゴン連合王国（1137年 - 1716年）- 現在のスペイン、イタリア、ギリシア等の各一部。
- ポーランド・リトアニア合同（人的同君連合：1447年 - 1492年、1501年 - 1569年）- 現在のポーランド・リトアニア・ロシア連邦カリーニングラード州。
- スイス（1291年 - 1848年）- 現在の様な州制（のちに準州制も導入）による連邦共和制に移行したのはこれ以降。
- ハンザ同盟。
- カルマル同盟（人的同君連合：1397年 - 1523年） - デンマーク、スウェーデン、ノルウェーの北欧三国。
- リヴォニア連盟（1435年 - 1561年）。
- デンマーク＝ノルウェー（人的同君連合：1536年 - 1814年）。
- ネーデルラント連邦共和国（1581年 - 1795年）。
- ワンパノアグ同盟。
- ポウハタン連邦。
- アイルランド・カトリック同盟（1641年 - 1649年）。
- ニューイングランド連合（1643年 - 1684年）。
- アロ連合（英語版）（1690年 - 1902年） - 現在のナイジェリア、カメルーン、赤道ギニア。
- 最初期のアメリカ合衆国（連合規約、1781年 - 1788年）。
- 神聖ローマ帝国解散後、ドイツ統一以前のドイツ。
  - ライン同盟（1806年 - 1813年） - 元首も政府もなかった。
  - ドイツ連邦（1815年 - 1866年）。
  - 北ドイツ連邦（1866年 - 1871年） - 1871年にドイツ帝国へ移行。
- ヌエバ・グラナダ連合州（英語版）（1810年 - 1816年） - 現在のコロンビア。
- スウェーデン＝ノルウェー（人的同君連合：1814年 - 1905年）。
- エクアドル連合（英語版）（1824年） - ブラジル東北地方。
- ペルー・ボリビア連合（1836年 - 1839年） - 現在のペルーとボリビア。
- 中米連邦（1842年 - 1844年） - エルサルバドル、グアテマラ、ホンデュラス、ニカラグア。
- アルゼンチン連合（1832年 - 1860年） - 現在のアルゼンチン共和国もこの名称で呼ばれる場合がある。
- アメリカ連合国（1861年 - 1865年）。
- カルリスタ諸州（1872年 - 1876年）。
- アラブ連合共和国（事実上の国家連合：1958年 - 1961年） - エジプト、シリア、イラク。
- アラブ連邦（事実上の国家連合：1958年） - イラク、ヨルダン。
- アフリカ諸国連合（1961年 - 1963年） - マリ共和国、ガーナ、ギニア。
- アラブ共和国連邦（事実上の国家連合：1972年） - エジプト、シリア、リビア。
- アラブ・イスラム共和国（事実上の国家連合：1974年） - リビア、チュニジア。
- セネガンビア国家連合（1982年 - 1989年） - 現在のセネガルとガンビア。
- セルビア・モンテネグロ（2003年 - 2006年） - 現在のセルビアとモンテネグロ。